# 스팸 메일

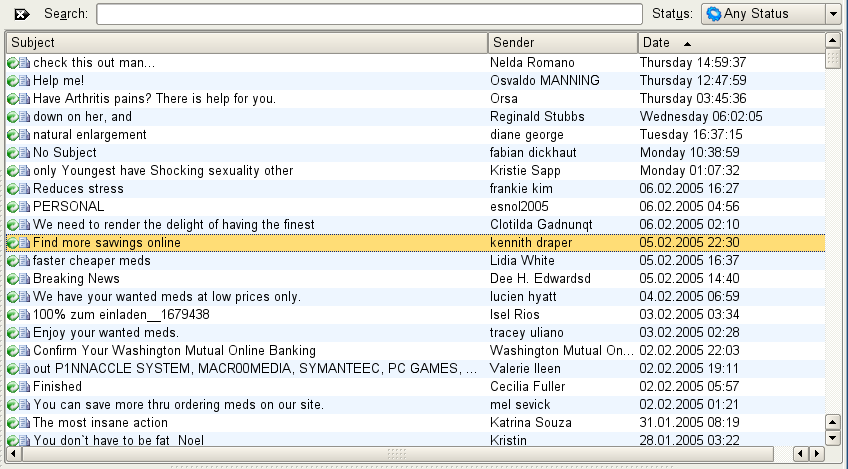
스팸 메시지로 가득찬 이메일 박스

스팸 메일(spam mail), 정크 이메일, 이메일 스팸(email spam) 또는 간단히 스팸(spam)은 이메일을 통해 대량으로 전송되는 원치 않는 메시지(스팸)이다. 이 이름은 통조림 돼지고기 제품인 스팸(Spam)의 이름이 어디에나 있고 피할 수 없으며 반복적으로 사용되는 몬티 파이튼 스케치에서 유래되었다. 이메일 스팸은 1990년대 초반부터 꾸준히 증가해 2014년에는 전체 이메일 트래픽의 약 90%를 차지하는 것으로 추산된다.
스팸 메일의 비용은 대부분 수신자가 부담하므로 사실상 우편요금부담 광고이다. 따라서 이는 부정적인 외부효과의 한 예이다.
스팸의 법적 정의와 상태는 관할 구역마다 다르지만, 스팸 차단에 있어 법률이나 소송이 특별히 성공한 곳은 없다.
대부분의 스팸 메일 메시지는 본질적으로 상업적이다. 상업적이든 아니든 많은 경우 주의를 훔치는 형태로 성가실 뿐만 아니라 피싱 웹 사이트로 연결되는 링크나 악성 코드를 호스팅하거나 첨부 파일로 악성 코드를 포함하는 사이트가 포함될 수 있기 때문에 위험하다.
스패머는 채팅방, 웹사이트, 고객 목록, 뉴스그룹 및 사용자의 주소록을 수집하는 바이러스로부터 이메일 주소를 수집한다. 이렇게 수집된 이메일 주소는 때때로 다른 스패머에게 판매되기도 한다.

## 같이 보기
- 주소 변형
- 봇넷
- 로저 이버트
- 네티켓
- 스팸봇